# Droleri

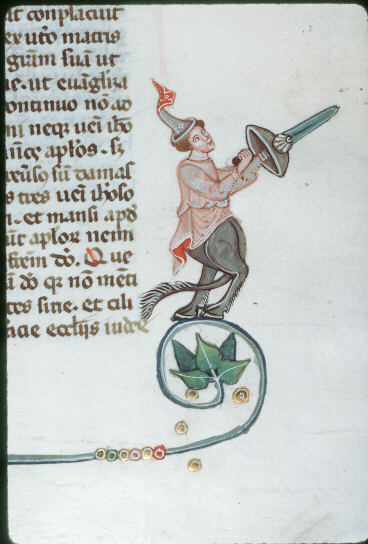
Ur en spansk Bibel.

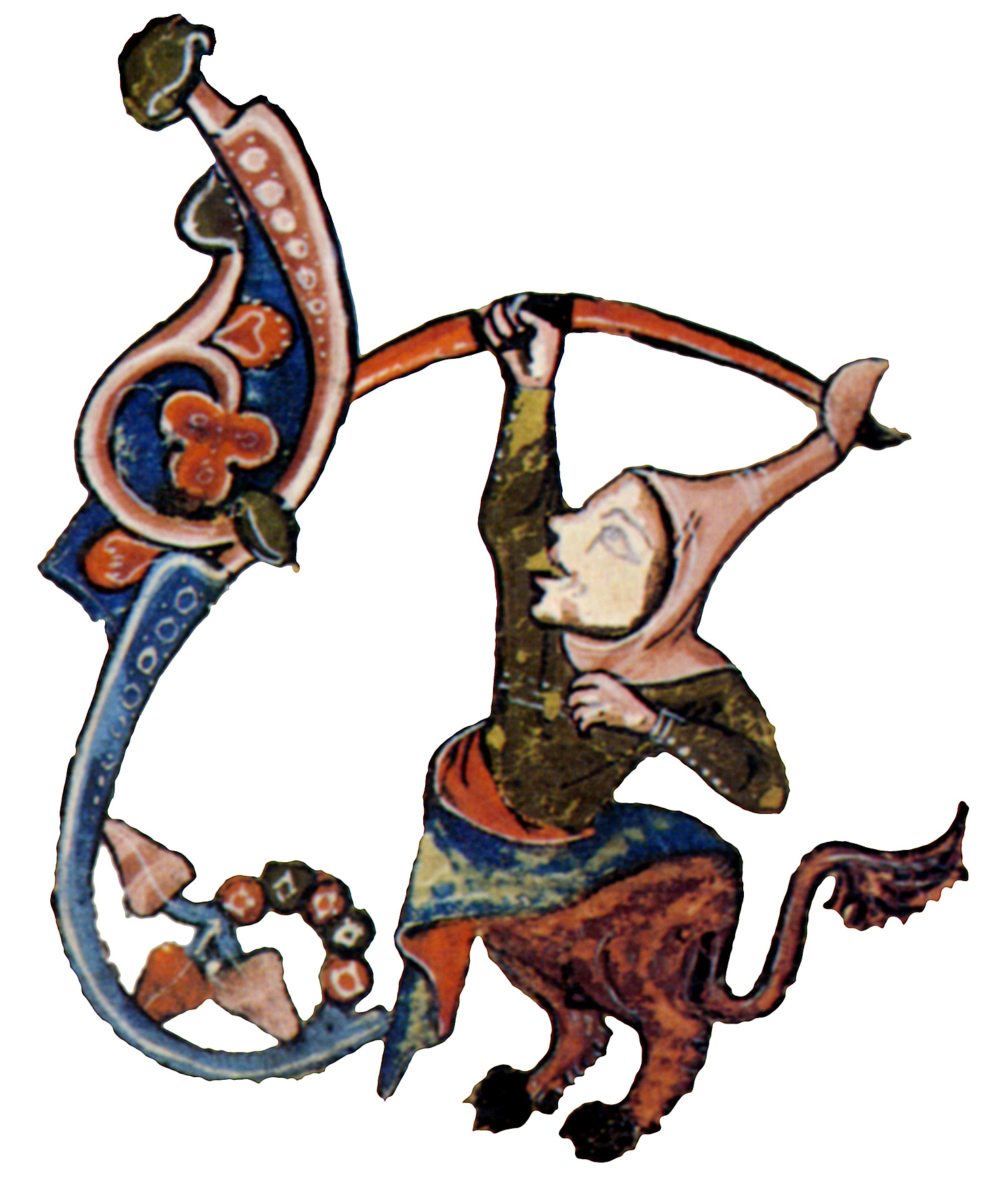
Ur Rylands Haggada (1575).

Drolerier, efter franskans drôlerie som betyder "lustighet", också kallade grotesk, är en liten burlesk framställning av fantasifigurer som förekommer i marginalen på medeltida illuminerade manuskript, framförallt från 1250-talet till 1400-talet, men förekommer både tidigare och senare. Det vanligaste är att de föreställer hybridvarelser, antingen mellan olika djur, mellan djur och människa eller med oorganiska ting.